# Trentepohlia galactopa
Trentepohlia galactopa är en tvåvingeart som beskrevs av Edwards 1927. Trentepohlia galactopa ingår i släktet Trentepohlia och familjen småharkrankar.
Artens utbredningsområde är Vanuatu. Inga underarter finns listade i Catalogue of Life.